# Phanxicô An Thụ Tân
Phanxicô An Thụ Tân (tiếng Trung: 安樹新, Francis An Shu-xin; sinh 1949) là một giám mục người Trung Quốc của Giáo hội Công giáo Rôma. Ông hiện đảm nhận chức vụ Giám mục Phó Giáo phận Bảo Định. Đối với chính quyền Trung Quốc, ông đã được xem là Giám mục Chánh tòa giáo phận này từ năm 2010.

## Tiểu sử
Giám mục Phanxicô An Thụ Tân sinh ngày 16 tháng 7 năm 1949, người huyện Từ Thủy, thành phố Bảo Định, tỉnh Hà Bắc (Trung Quốc). Sau thời gian tu tập, ngày 7 tháng 1 năm 1981, ông được giám mục Phêrô Giuse Phạm Học Yêm phong chức linh mục, là vị linh mục đầu tiên được Giám mục Phạm Học Yêm phong chức kể từ sau Cách mạng Văn hóa.
Trong những năm sau đó, ông phụ tá giám mục Phạm Học Yêm đi làm mục vụ khắp nơi, bất chất sự ngăn cản từ phía chính quyền Trung Quốc. Năm 1982, ông bị kết án 3 năm cải tạo tại nông trường lao động và được trả tự do vào năm 1985. Từ năm 1985 đến năm 1993, ông bị bắt và thả nhiều lần.
Năm 1992, giám mục Phạm Học Yêm qua đời, Giám mục phụ tá Giacôbê Tô Triết Dân tiếp nhận cai quản giáo phận Bảo Định, đồng thời giữ vai trò như một giám mục phó với quyền kế vị cho giám mục chính tòa được Tòa Thánh bổ nhiệm là giám mục Phêrô Trần Kiến Chương. Ngày 2 tháng 5 năm 1993, giám mục Phêrô Trần Kiến Chương trao quyền và chức vụ giám mục Chánh tòa lại cho Giám mục Giacôbê Tô Triết Dân. Ông cũng được Giám mục Tô Triết Dân mật phong chức giám mục theo quyết định bổ nhiệm của Tòa Thánh, bổ nhiệm ông làm Giám mục phụ tá Giáo phận Bảo Định. Năm 1996, do tham gia sự kiện "Đông Lư triều Thánh", ông bị chính quyền Trung Quốc bắt giam 10 năm, do đó có được danh vọng trong giáo hội hầm trú, từng được nêu tên trong Báo cáo Tự do Tôn giáo Quốc tế tại Quốc hội Mỹ.
Ngày 20 tháng 8 năm 2006, giám mục An Thụ Tân bất ngờ xuất hiện trong một buổi lễ tại một giáo đường ở thành phố Bảo Định, cùng với một giám mục bất hợp thức thuộc Hội Công giáo Yêu nước Trung Quốc, trong y phục linh mục phò tế. Ngày 24, ông được chính quyền Trung Quốc phóng thích và đồng ý chấp nhận ông tiếp quản Giáo phận Bảo Định, vốn thiếu vắng giám mục kể từ năm 1997, khi giám mục Tô Triết Dân bị chính quyền Trung Quốc bắt giữ. Tuy nhiên, việc thỏa hiệp với chính quyền Trung Quốc đã làm nhiều tín đồ thuộc giáo hội hầm trú bất bình và không thừa nhận giám mục An Thụ Tân. Mặc dù vậy, năm 2007, Tòa Thánh vẫn bổ nhiệm ông làm Giám mục Phó Giáo phận Bảo Định, trên thực tế cai quản giáo phận này thay mặt giám mục Tô Triết Dân vốn chưa rõ tung tích.
Tháng 8 năm 2009, ông tuyên bố công khai gia nhập Hội Công giáo Yêu nước Trung Quốc, sau đó được bầu làm Phó chủ tịch Hội Công giáo Yêu nước giáo phận Bảo Định. Ngày 7 tháng 8 năm 2010, ông được Hội Công giáo Yêu nước Trung Quốc và Giám mục đoàn Công giáo Trung Quốc bổ nhiệm làm giám mục chính tòa Bảo Định. Việc này không được Tòa Thánh chấp nhận vì giám mục chính tòa Giacôbê Tô Triết Dân vẫn được Tòa Thánh công nhận chức vụ chính tòa, chưa chấp nhận cho về hưu hoặc thuyên chuyển.